# Auger
Vrtalni polž (ang. Auger) je naprava za vrtanje podobna velikemu svedru. Poleg vrtanja vrtalni polž strani tudi ostranjuje material iz luknje. Manjše augerje lahko vrti človek, večje pa električni ali batni motor. 